# 물음느낌표
물음느낌표(⁈)는 물음표와 느낌표의 두 의미를 동시에 나타내는 문장 부호이다. 문장 없이 기호 단독으로 사용되기도 한다. 유니코드 부호는 U+2048이다. 느낌물음표와 같은 의미이다.
한글 맞춤법에서 물음느낌표(?!)와 느낌물음표(!?) 모두 바른 표기가 아니다.